# Karjala Cup 1995
Der Karjala Weihnachtscup 1995 war die erste Austragung dieses in Finnland stattfindenden Eishockeyturniers. Es war die Wiederaufnahme des Gedankens eines finnischen Turniers für Nationalmannschaften, welcher zuerst 1992 mit dem Sauna Cup umgesetzt wurde. Es maßen sich die Nationalmannschaften Finnlands, Schwedens, Frankreichs und Tschechiens. Da zeitgleich der Iswestija Cup in Moskau stattfand, wurde statt Russland die französische Nationalmannschaft eingeladen und Tschechien nur durch die B-Nationalmannschaft vertreten. Aus gleichem Grunde fand das Turnier in den Folgejahren an anderen Terminen statt und wurde nur noch „Karjala Cup“ genannt.
Die Spiele fanden vom 13. bis 19. Dezember 1995 in Helsinki statt. Turniersieger wurde mit drei Siegen aus drei Spielen das schwedische Nationalteam.

## Spiele
| 13. Dezember 1995 | Tschechien M. Procházka (54.) | 1:2 (0:0, 0:2, 1:0) | Schweden Karlsson (23.) Jonsson (34.) | Helsinki Zuschauer: 2.275 |

| 13. Dezember 1995 | Finnland K. Nurminen (2.) T. Jutila (7.) E. Keskinen (17.) J. Riihijärvi (21.) M. Nieminen (22.) J. Ojanen (25.) | 6:1 (3:0, 2:0, 1:1) | Frankreich Pajonkowski (49.) | Helsinki Zuschauer: 4.761 |

| Dezember 1995 | Schweden F. Öberg (11.) Åkerblom (17.) Huokko (23.) Axelsson (25.) Nilsson (28.) F. Öberg (51.) | 6:3 (2:0, 3:3, 1:0) | Frankreich Zytynski (27.) Ouellet (37.) Zytynski (39.) | Helsinki Zuschauer: 1.915 |

| Dezember 1995 | Tschechien V. Ujčík (34.) M. Procházka (46.) V. Ujčík (60.) | 3:5 (0:2, 1:0, 2:3) | Finnland J. Ojanen (10.) E. Keskinen (14.) M. Nieminen (44.) P. Saarela (45.) P. Varis (60.) | Helsinki Zuschauer: 4.144 |

| 19. Dezember 1995 | Tschechien R. Kysela (24., 44.) | 2:3 (0:2, 1:1, 1:0) | Frankreich Poudrier (5.) Dunn (17.) Rozenthal (22.) | Helsinki Zuschauer: 3.017 |

| 19. Dezember 1996 | Schweden Rosen (49.) Axelsson (50.) F. Öberg (60.) Eriksson (60.) | 4:2 (0:1, 0:1, 4:0) | Finnland T. Jutila (16.) Lind (39.) | Helsinki Zuschauer: 7.981 |

## Abschlusstabelle
| Platz | Mannschaft | Spiele | S | U | N | T     | P |
| ----- | ---------- | ------ | - | - | - | ----- | - |
|       | Schweden   | 3      | 3 | 0 | 0 | 12:06 | 6 |
|       | Finnland   | 3      | 2 | 0 | 1 | 13:08 | 4 |
|       | Frankreich | 3      | 1 | 0 | 2 | 07:14 | 2 |
| 4.    | Tschechien | 3      | 0 | 0 | 3 | 06:10 | 0 |

## Beste Scorer
| Platz | Spieler       | Tore | Vorlagen | Punkte |
| ----- | ------------- | ---- | -------- | ------ |
| 1.    | Esa Keskinen  | 2    | 3        | 5      |
| 2.    | Janne Ojanen  | 2    | 2        | 4      |
| 3.    | Kai Nurminen  | 1    | 3        | 4      |
| 4.    | Fredrik Öberg | 3    | 0        | 3      |
| 5.    | Viktor Ujčík  | 2    | 1        | 3      |

## All-Star-Team
| Angriff:      | Viktor Ujčík – Esa Keskinen – Mika Nieminen |
| Verteidigung: | Timo Jutila – Tomas Jonsson                 |
| Tor:          | Boo Ahl                                     |